# Dusona rugifer
Dusona rugifer là một loài tò vò trong họ Ichneumonidae.